# Hüttenbühl (Oberstdorf)
Hüttenbühl (mundartlich: am Hitəbichl) ist ein Gemeindeteil der Marktgemeinde Oberstdorf im bayerisch-schwäbischen Landkreis Oberallgäu.

## Geographie
Die Einöde liegt circa vier Kilometer westlich des Hauptorts Oberstdorf. Südlich von Hüttenbühl fließt die Starzlach.

## Ortsname
Der Ortsname stammt vom neuhochdeutschen Wort Bühel für Hügel und bedeutet Hügel, auf dem eine Hütte steht. Der Wortteil Hütte könnte auch vom Wort hüten stammen.

## Geschichte
Hüttenbühl wurde erstmals urkundlich im Jahr 1950 im Ortsverzeichnis erwähnt.